# ISO 3732

Belegungsplan und Farbzuordnung

Die ISO-Norm ISO 3732 „Straßenfahrzeuge – Steckvorrichtungen für die elektrische Verbindung von Zugfahrzeugen und Anhängefahrzeugen – 7-polige Steckvorrichtung Typ 12S (12 Volt supplementary) für Fahrzeuge mit 12 V Nennspannung“ beschreibt die technischen Spezifikation für 7-polige Zusatz-Steckverbindungen für Anhängersteckdosen als Bestandteil von Anhängerkupplungen.

## Ausführung
Der Zusatzstecker ist in weiß ausgeführt und hat eine gegenüber der N-Variante abweichende, mechanisch ausgeführte Kodierung, um eine Verwechslung auszuschließen. Er dient der Bereitstellung zusätzlicher Kontakte wie das seit dem 30. Januar 2011 bereitzustellenden Anschluss für Rückfahrscheinwerfer., Dauerplus und geschaltetes Plus, welche im Typ-12N-Stecker (12 Volt nominal) nach ISO 1724 aufgrund der vollständig belegten Kontakte nicht bereitgestellt werden können.

## Verbreitung
Dieser Zusatzstecker war vor allem in Großbritannien gebräuchlich; seit dem 1. September 2008 wird auch dort der anderswo schon seit den späten 1980er Jahren gebräuchliche 13-polige Stecker nach ISO 11446 verwendet, der die Steckverbindungen vom Typ 12N und Typ 12S zusammenfasst.

## Anschluss
Die Stecker sind nach einer vordefinierten Nummerierung anzuschließen. Die Ziffern sind umlaufend angeordnet. Die Nummern geben die Funktion der angeschlossenen Leitung vor.
Die kennzeichnenden Farbe der Isolation ist informativ und kann variieren.
Üblich sind auf oder im Steckergehäuse nahe den Kontakten erhaben oder vertieft eingebrachte Nummern; bisweilen sind diese lediglich aufgedruckt.
| Anschluss                                                                                  | Farbe der Ader (informativ) | Belegung                                                                      | Klemmenbezeichnung nach DIN 72552 |
| ------------------------------------------------------------------------------------------ | --------------------------- | ----------------------------------------------------------------------------- | --------------------------------- |
| 1                                                                                          | gelb                        | Rückfahrscheinwerfer                                                          | RF oder ZR                        |
| 2                                                                                          | blau                        | Reserve                                                                       |                                   |
| 3                                                                                          | weiß                        | Masse für Kontakt 41)                                                         | 31                                |
| 4                                                                                          | grün                        | Dauerspannung +                                                               | 30L                               |
| 5                                                                                          | braun                       | Reserve                                                                       |                                   |
| 6                                                                                          | rot                         | Ladeleitung für evtl. vorhandene eigene Batterie im Anhänger (geschaltetes +) | 15                                |
| 7                                                                                          | schwarz                     | Masse für Kontakt 61)                                                         | 31                                |
| 1) Die Masseleitungen dürfen anhängerseitig elektrisch nicht miteinander verbunden werden. |                             |                                                                               |                                   |

Die bis auf weiteres gültige Ausgabe der Norm hat das Ausgabedatum Dezember 2006.